# جمهوری کانادا
جمهوری کانادا(به انگلیسی:Republic of Canada) دولتی بود که توسط ویلیام لاین مکنزی در ۵ دسامبر ۱۸۳۷ اعلام موجودیت کرد.